# BlackBerry Limited
BlackBerry Limited és una empresa de telecomunicacions canadenca. És coneguda principalment per ser la desenvolupadora dels telèfons intel·ligents i tauletes tàctils BlackBerry. El seu actual CEO és Thorsten Heins tot i que va ser fundada per Mike Lazaridis i la va dirigir fins al passat 23 de gener juntament amb Jim Balsille.
Disposa d'una àmplia gamma de telèfons intel·ligents, adaptats a tots els públics, des dels joves estudiants fins als alts càrrecs d'una empresa. Trobem terminals de gamma més baixa com la Curve 8520, fins als de gamma alta com les Bold 9900 o la 9700.
Amb la seva seu a Waterloo, al Canadà, BlackBerry Limited també disposa d'oficines a l'Amèrica del Nord, a Àsia i a Europa.